# Wadjet Eye Games
Wadjet Eye Games est un studio de développement et un éditeur de jeux vidéo américain fondé en 2006 par Dave Gilbert. Il est basé à New York et est spécialisé en jeu d'aventure.

## Ludographie
| Titre                           | Développeur                     | Année de sortie |
| ------------------------------- | ------------------------------- | --------------- |
| The Shivah                      | Dave Gilbert                    | 2006            |
| The Blackwell Legacy            | Dave Gilbert                    | 2006            |
| Blackwell Unbound               | Dave Gilbert                    | 2007            |
| Blackwell Convergence           | Dave Gilbert                    | 2009            |
| Emerald City Confidential       | PlayFirst/Dave Gilbert          | 2009            |
| Puzzle Bots                     | Ivy Games                       | 2010            |
| Gemini Rue                      | Joshua Nuernberger              | 2011            |
| Blackwell Deception             | Dave Gilbert                    | 2011            |
| Da New Guys: Day of the Jackass | Icebox Games                    | 2011            |
| Resonance                       | Vince Twelve                    | 2012            |
| Primordia                       | Wormwood Studios                | 2012            |
| The Shivah: Kosher Edition      | Dave Gilbert                    | 2013            |
| Blackwell Epiphany              | Dave Gilbert                    | 2014            |
| A Golden Wake                   | Grundislav Games                | 2014            |
| Technobabylon                   | Technocrat Games                | 2015            |
| Shardlight                      | Francisco Gonzalez/Ben Chandler | 2016            |
| Unavowed                        | Dave Gilbert                    | 2018            |
| The Excavation of Hob’s Barrow  | Cloak and Dagger Games          | 2022            |
| Old Skies                       | Dave Gilbert                    | 2025            |
| Nighthawks                      | Curiosity Engine                | à venir         |